# Lachen (Alemanha)
Lachen é um município da Alemanha, situado no distrito de Baixa Algóvia, no estado da Baviera. Tem 13,34 km² de área, e sua população em 2019 foi estimada em 1.688 habitantes.